# Condado de Bañares
El condado de Bañares es un título nobiliario del Reino de España, creado por Enrique IV de Castilla en 1469 y confirmado por los Reyes Católicos en 1485 a favor de Álvaro de Zúñiga y Guzmán, I duque de Arévalo, I duque de Béjar y I duque de Plasencia (título otorgado sobre el anterior condado de Plasencia, del que fue su II conde).
Su nombre se refiere a municipio de Bañares, en La Rioja.
El título fue rehabilitado por el rey Alfonso XIII en 1917, a favor de María de las Mercedes de Arteaga y Echagüe, XVII marquesa de Argüeso, XIV marquesa de Campoo, XIV condesa de Villada.

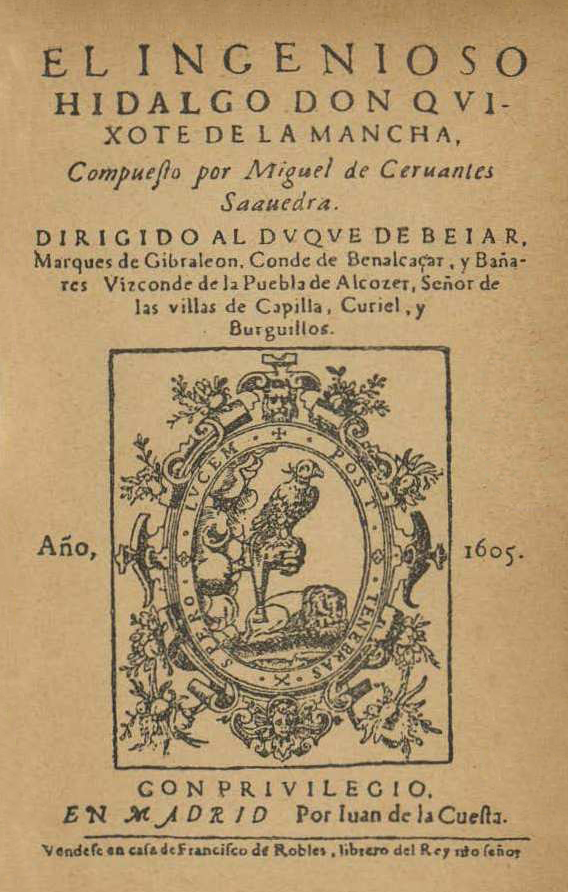
"El Quijote" dedicado al conde de Bañares

## Condes de Bañares
|                                  | Titular                                             | Periodo                          |
| Creación por los Reyes Católicos | Creación por los Reyes Católicos                    | Creación por los Reyes Católicos |
| -------------------------------- | --------------------------------------------------- | -------------------------------- |
| I                                | Álvaro de Zúñiga y Guzmán                           | 1469-1478                        |
| II                               | Pedro de Zúñiga y Manrique de Lara                  | 1478-1484                        |
| III                              | Álvaro de Zúñiga y Pérez de Guzmán                  | 1484-1532                        |
| IV                               | Teresa de Zúñiga y Manrique de Lara                 | 1532-1565                        |
| V                                | Francisco de Zúñiga y Sotomayor                     | 1565-1591                        |
| VI                               | Francisco Diego López de Zúñiga Sotomayor y Mendoza | 1591-1601                        |
| VII                              | Alfonso López de Zúñiga y Pérez de Guzmán           | 1601-1619                        |
| VIII                             | Francisco López de Zúñiga y Mendoza                 | 1619-1636                        |
| IX                               | Alfonso López de Zúñiga y Mendoza                   | 1636-1660                        |
| X                                | Juan Manuel López de Zúñiga y Mendoza               | 1660-1664                        |
| XI                               | Manuel López de Zúñiga y Sarmiento de Silva         | 1664-1686                        |
| XII                              | Juan Manuel López de Zúñiga y Castro                | 1686-1747                        |
| XIII                             | Joaquín López de Zúñiga y Castro                    | 1747-1777                        |
| XIV                              | María Josefa Pimentel y Téllez-Girón                | 1777-1834                        |
| XV                               | Pedro de Alcántara Téllez-Girón y Beaufort Spontin  | 1834-1844                        |
| XVI                              | Mariano Téllez-Girón y Beaufort Spontin             | 1844-1882                        |
| Rehabilitación por Alfonso XIII  |                                                     |                                  |
| XVII                             | María de las Mercedes de Arteaga y Echagüe          | 1917-1934                        |
| XVIII                            | María Belén Morenés y Arteaga                       | 1934-1995                        |
| XIX                              | Enrique Rúspoli y Morenés                           | actual titular                   |

## Historia de los condes de Bañares
- Álvaro de Zúñiga y Guzmán (m. 1488), I conde de Bañares, II conde y I duque de Plasencia, (por elevación del condado de Plasencia y a cambio del ducado de Arévalo), III señor de Béjar, luego I duque de Béjar (concedido en 1485 por los Reyes Católicos), I duque de Arévalo, IV señor de Gibraleón.

1. Casó en primeras nupcias con Leonor Manrique de Lara, hija de Pedro Manrique de Lara, VIII señor de Amusco, señor de Treviño y de Leonor de Castilla, hija natural de Fadrique de Castilla, duque de Benavente. Fueron padres de:
  1. Pedro de Zúñiga y Manrique de Lara, que sigue abajo. Le sucedió su sobrina Teresa de Zúñiga y Guzmán, hija de su tío paterno, Francisco de Zúñiga y Guzmán, marqués de Ayamonte, marqués de Gibraleón, señor de Lepe y de Redondela.
  2. Diego de Zúñiga y Manrique de Lara, señor de Traspinedo. Casó con Juana de la Cerda, señora de Villoria.
  3. Leonor de Zúñiga y Manrique de Lara. Casó, en primeras nupcias con Juan de Luna, III conde de San Esteban de Gormaz, y en segundas, con Fernando Álvarez de Toledo, I conde de Oropesa.
  4. Antonio de Guzmán y Manrique de lara. Casó con Catarina de Ribadeneyra.
  5. Elvira Manrique de Lara y Zúñiga. Casó con Alfonso de Sotomayor, I conde de Belalcázar, I vizconde de la Puebla de Alcocer.
  6. Francisco de Zúñiga y Manrique de Lara, I señor de Mirabel. Casó con María de Sotomayor.
2. Casó en segundas nupcias con su sobrina, Leonor Pimentel y Zúñiga, hija de su hermana Elvira de Zúñiga y de su esposo Juan Alonso Pimentel, I conde de Mayorga, siendo padres de:
  1. María de Zúñiga y Pimentel. Casó con el hijo de su hermano paterno Pedro de Zúñiga y Manrique de Lara, su sobrino Álvaro de Zúñiga y Guzmán Manrique de Lara, II duque de Béjar. I marqués de Gibraleón. Sin descendientes.
  2. Isabel de Zúñiga y Pimentel. Casó con Fadrique Álvarez de Toledo, II duque de Alba.

- Pedro de Zúñiga y Manrique de Lara, II conde de Bañares, I conde de Ayamonte. Falleció cuatro años antes que su padre, por lo que no le sucedió en los ducados de Béjar y de Plasencia.

1. Casó con Teresa de Guzmán, IV señora de Ayamonte. Le sucedió su hijo:

- Álvaro de Zúñiga y Guzmán Manrique de Lara, III conde de Bañares, II duque de Béjar y II duque de Plasencia ( ambos por disposición testamentaria de su abuelo el primer duque de Béjar), I marqués de Gibraleón.

1. Casó con su tía paterna María de Zúñiga y Pimentel, hermana de su padre. Sin descendientes. Le sucedió su sobrina Teresa de Zúñiga y Manrique de Lara Guzmán, hija de su tío paterno, Francisco de Zúñiga y Guzmán, II conde y I marqués de Ayamonte, señor de Lepe y de Redondela:

- Teresa de Zúñiga y Manrique de Lara Guzmán, IV condesa de Bañares, III duquesa de Béjar, III duquesa de Plasencia, II marquesa de Ayamonte, II marquesa de Gibraleón.

1. Casó con Alonso Francisco de Zúñiga y Sotomayor, V conde de Belalcázar, V vizconde de la Puebla de Alcozer Le sucedió su tercer hijo:

- Francisco de Zúñiga y Sotomayor, nació en 1523 en Sevilla y falleció en Ávila el 20 de septiembre de 1591, V conde de Bañares, IV duque de Béjar, IV duque de Plasencia, V marqués de Gibraleón, VI  conde de Belalcázar, VI vizconde de la Puebla de Alcocer, justicia y alguacil mayor hereditario de Castilla, Primer Caballero del Reino.

1. Casó con Guiomar de Mendoza y Aragón, hija de Iñigo López de Mendoza, IV duque del Infantado, grande de España, y de su esposa Isabel de Aragón. Las capitulaciones matrimoniales fueron otorgadas por los padres de Francisco y de Guiomar por escritura de 15 de septiembre de 1544. La escritura de la dote y arras fue otorgada por Francisco en diciembre de 1565, a la muerte de sus padres.[1] Por carta de 7 de diciembre de 1544 el nuncio apostólico otorga a Francisco dispensa por consanguinidad para contraer matrimonio con Guiomar.[2] De este matrimonio nacieron dos hijos, su primogénito y sucesor Francisco Diego López de Zúñiga Sotomayor y Mendoza y Teresa de Zúñiga y Mendoza, casada con Rodrigo Ponce de León y Toledo, III duque de Arcos, grande de España, V marqués de Zahara.
2. Viudo se casó el duque Francisco en 1566 con Brianda Sarmiento de la Cerda, hija de Diego Sarmiento de Villandrade y la Cerda, IV conde de Salinas (hijo de Diego Gómez de Villandrade y Ulloa, III conde de Salinas y Ribadeo, y de su esposa Brianda de la Cerda y Mendoza, de los señores de Mandajona), y de su esposa Ana Pimentel Manrique de Lara, hija de  Juan Fernández Manrique de Lara y Pimentel, V conde de Castañeda, III marqués de Aguilar de Campóo, y de su segunda esposa Blanca Pimentel de Velasco. También tuvo sucesión en este matrimonio. Su hija Ana Felisa de Zúñiga y Sarmiento se casó con su primo hermano Francisco de Zúñiga y Córdova, IV marqués de Ayamonte.[3] Las capitulaciones matrimoniales, dote y arras del matrimonio de su hija Teresa de Zúñiga y Mendoza con Rodrigo Ponce de León y Toledo, III duque de Arcos, fueron otorgadas el 20 de septiembre de 1567 y aprobadas el 22 de enero de 1568 por los IV duques de Béjar Francisco de Zúñiga y Sotomayor y Guiomar de Mendoza y Aragón así como por los II duques de Arcos Luis Cristóbal Ponce de León y María de Toledo y Figueroa, padres de los contrayentes.[4] Le sucedió, de su primer matrimonio, su hijo:

- Francisco Diego López de Zúñiga Sotomayor y Mendoza, VI conde de Bañares

- María Josefa Alonso Pimentel Téllez-Girón, XIV condesa de Bañares, XII duquesa y XV condesa de Benavente, XIII duquesa de Béjar, XIII duquesa de Plasencia, XII duquesa de Arcos  XIV duquesa de Gandía, X duquesa de Mandas y Villanueva, XVIII condesa de Mayorga, VIII marquesa de Jabalquinto, XIV marquesa de Gibraleón, IX marquesa de Terranova, XII marquesa de Lombay, XVI marquesa de Zahara, XIV condesa de Belalcázar, XIV condesa de Oliva, XI conde de Mayalde, XII condesa de Bailén, XII condesa de Casares, XVI condesa de Luna, XV vizcondesa de La Puebla de Alcocer.

1. Casó con su primo hermano, Pedro de Alcántara Téllez-Girón y Pacheco, IX duque de Osuna, X marqués de Peñafiel, conde de Fontanar, XIII conde de Ureña.

Le sucedió de su hijo Francisco de Borja Téllez-Girón y Alfonso Pimentel, XIII duque de Benavente, X duque de Osuna, de Béjar, de Gandía, de los Arcos, XI marqués de Peñafiel, de Lombay, de Zahara, conde de Mayorga, de Fontanar, de Benavente y de Belalcázar que casó con María Francisca de Beaufort y Toledo, hija del Duc-marquis y comte de Beaufort-Sportin, el hijo de ambos, por tanto su nieto:
- Pedro de Alcántara Téllez-Girón y Beaufort Spontin,XV conde de Bañares, XIV duque de Benavenye, XI duque de Osuna, XIV de Béjar, XIV de Plasencia, XV de Gandía, XI de Mandas y Villanueva, XIII de Arcos, XIV del Infantado, XIII de Rioseco, XI de Lerma, de Estremera, y deFrancavilla, XII marqués de Peñafiel, de Gibraleón, de Lombay, de Zahara, XV de de Santillana, de Cenete, de Angüeso, de Almenara, de Algecilla, de Cea, XVI de Tavara, y de Terranova; XVI conde de Benavente, XV de Ureña, de Mayorga, de Oliva, de Mayalde, de Belalcázar, del Real de Manzanares, de Saldaña, del Cid, de Melgar de la Frontera, de Bailén y de Villada,y vizconde de la Puebla de Alcocer. Murió soltero. Le sucedió su hermano:

- Mariano Téllez-Girón y Beaufort Spontin, XVI conde de Bañares, XV duque de Benavente, XII duque de Osuna, XV de Béjar, XV de Plasencia, XVI de Gandía, XII de Mandas y Villanueva, XIV de Arcos, XV del Infantado, XIV de Medina de Rioseco, XII de Lerma, XI de Pastrana, de Estremera, de Francavilla; XII marqués de Peñafiel, de Gibraleón, de Lombay, de Zahara, XVI de Santillana, de Cenete, de Angüeso, de Almenara, de Algecilla, de Cea, de Tavara, y de Terranova; XVII conde de Benavente, XV de Ureña, de Mayorga, de Bañares, de Oliva, de Mayalde, de Belalcázar, del Real de Manzanares, de Saldaña, del Cid, de Melgar de la Frontera, de Bailén y de Villada; vizconde de la Puebla de Alcocer.

1. Casó con S.A.S. María Leonor Crescencia zu Salm-Salm, hija del príncipe de Salm-Salm. Sin descendientes.

Éste es el llamado «Gran duque de Osuna» que fue embajador de España en Rusia. Deslumbró con su riqueza a la ostentosa corte de San Petersburgo, dilapidando la mayor parte de su cuantiosa fortuna. Murió rodeado de lujo, a pesar de estar casi en la miseria, dejando sus propiedades embargadas y con enormes deudas a su sucesor en el título. Al no tener hijos, sus títulos fueron repartidos entre sus familiares más cercanos. En el condado de Bañares, le sucedió:
Rehabilitado en 1917 por:
- María de las Mercedes de Arteaga y Echagüe (1869-.), XVII condesa de Bañares, XVII marquesa de Argüeso, XIV marquesa de Campoo ( por rehabilitación a su favor en 1918), XIV condesa de Villada, le fue concedida la dignidad de grande de España (personal) por Alfonso XIII.

1. Casó con Luis Morenés y García-Alessón I marqués de Bassecourt. Le sucedió su hija:

- María Belén Morenés y de Arteaga (1899-.), XVIII condesa de Bañares.

1. Casó con Carlos Rúspoli y Caro, IV duque de la Alcudia, IV duque de Sueca, VI marqués de Boadilla del Monte, XVIII conde de Chinchón. Le sucedió su hijo:

- Enrique Rúspoli y Morenés, XIX conde de Bañares.

## Árbol genealógico
|                                                                       |                                                                       |                                                                       |                                                                       |                                                                       |                                                                       |  |  |                                                                                                  |                                                                                                  |                                                                                                  |                                                                                                  |                                                                                                  |                                                                                                  |  |  | Álvaro de Zúñiga, I duque de Béjar, I conde de Bañares († 1488)                                                                         | | | | | |  |  | | | | | | |  |  |                                                                                               |                                                                                               |                                                                                               |                                                                                               |                                                                                               |                                                                                               |  |  | | | | | | |  |  |  |  |  |  |  |  |  |  |
|                                                                       |                                                                       |                                                                       |                                                                       |                                                                       |                                                                       |  |  |                                                                                                  |                                                                                                  |                                                                                                  |                                                                                                  |                                                                                                  |                                                                                                  |  |  | | | | | | |  |  | | | | | | |  |  |                                                                                               |                                                                                               |                                                                                               |                                                                                               |                                                                                               |                                                                                               |  |  | | | | | | |  |  |  |  |  |  |  |  |  |  |
|                                                                       |                                                                       |                                                                       |                                                                       |                                                                       |                                                                       |  |  |                                                                                                  |                                                                                                  |                                                                                                  |                                                                                                  |                                                                                                  |                                                                                                  |  |  | Pedro de Zúñiga, II conde de Bañares (1430-1484)                                                                                        | | | | | |  |  | | | | | | |  |  |                                                                                               |                                                                                               |                                                                                               |                                                                                               |                                                                                               |                                                                                               |  |  | | | | | | |  |  |  |  |  |  |  |  |  |  |
|                                                                       |                                                                       |                                                                       |                                                                       |                                                                       |                                                                       |  |  |                                                                                                  |                                                                                                  |                                                                                                  |                                                                                                  |                                                                                                  |                                                                                                  |  |  | | | | | | |  |  | | | | | | |  |  |                                                                                               |                                                                                               |                                                                                               |                                                                                               |                                                                                               |                                                                                               |  |  | | | | | | |  |  |  |  |  |  |  |  |  |  |
|                                                                       |                                                                       |                                                                       |                                                                       |                                                                       |                                                                       |  |  |                                                                                                  |                                                                                                  |                                                                                                  |                                                                                                  |                                                                                                  |                                                                                                  |  |  | | | | | | |  |  | | | | | | |  |  |                                                                                               |                                                                                               |                                                                                               |                                                                                               |                                                                                               |                                                                                               |  |  | | | | | | |  |  |  |  |  |  |  |  |  |  |
|                                                                       |                                                                       |                                                                       |                                                                       |                                                                       |                                                                       |  |  | Álvaro de Zúñiga, II duque de Béjar, III conde de Bañares († 1531)                               | Álvaro de Zúñiga, II duque de Béjar, III conde de Bañares († 1531)                               | Álvaro de Zúñiga, II duque de Béjar, III conde de Bañares († 1531)                               | Álvaro de Zúñiga, II duque de Béjar, III conde de Bañares († 1531)                               | Álvaro de Zúñiga, II duque de Béjar, III conde de Bañares († 1531)                               | Álvaro de Zúñiga, II duque de Béjar, III conde de Bañares († 1531)                               |  |  | Francisco de Zúñiga, I marqués de Ayamonte († 1525)                                                                                     | Francisco de Zúñiga, I marqués de Ayamonte († 1525)                                                                  | Francisco de Zúñiga, I marqués de Ayamonte († 1525)                                                                  | Francisco de Zúñiga, I marqués de Ayamonte († 1525)                                                                  | Francisco de Zúñiga, I marqués de Ayamonte († 1525)                                                                  | Francisco de Zúñiga, I marqués de Ayamonte († 1525)                                                                  |  |  | | | | | | |  |  |                                                                                               |                                                                                               |                                                                                               |                                                                                               |                                                                                               |                                                                                               |  |  | | | | | | |  |  |  |  |  |  |  |  |  |  |
|                                                                       |                                                                       |                                                                       |                                                                       |                                                                       |                                                                       |  |  | Álvaro de Zúñiga, II duque de Béjar, III conde de Bañares († 1531)                               | Álvaro de Zúñiga, II duque de Béjar, III conde de Bañares († 1531)                               | Álvaro de Zúñiga, II duque de Béjar, III conde de Bañares († 1531)                               | Álvaro de Zúñiga, II duque de Béjar, III conde de Bañares († 1531)                               | Álvaro de Zúñiga, II duque de Béjar, III conde de Bañares († 1531)                               | Álvaro de Zúñiga, II duque de Béjar, III conde de Bañares († 1531)                               |  |  | Francisco de Zúñiga, I marqués de Ayamonte († 1525)                                                                                     | Francisco de Zúñiga, I marqués de Ayamonte († 1525)                                                                  | Francisco de Zúñiga, I marqués de Ayamonte († 1525)                                                                  | Francisco de Zúñiga, I marqués de Ayamonte († 1525)                                                                  | Francisco de Zúñiga, I marqués de Ayamonte († 1525)                                                                  | Francisco de Zúñiga, I marqués de Ayamonte († 1525)                                                                  |  |  | | | | | | |  |  |                                                                                               |                                                                                               |                                                                                               |                                                                                               |                                                                                               |                                                                                               |  |  | | | | | | |  |  |  |  |  |  |  |  |  |  |
|                                                                       |                                                                       |                                                                       |                                                                       |                                                                       |                                                                       |  |  |                                                                                                  |                                                                                                  |                                                                                                  |                                                                                                  |                                                                                                  |                                                                                                  |  |  | Teresa de Zúñiga, III duquesa de Béjar, IV condesa de Bañares (1502-1565)                                                               | | | | | |  |  | | | | | | |  |  |                                                                                               |                                                                                               |                                                                                               |                                                                                               |                                                                                               |                                                                                               |  |  | | | | | | |  |  |  |  |  |  |  |  |  |  |
|                                                                       |                                                                       |                                                                       |                                                                       |                                                                       |                                                                       |  |  |                                                                                                  |                                                                                                  |                                                                                                  |                                                                                                  |                                                                                                  |                                                                                                  |  |  | | | | | | |  |  | | | | | | |  |  |                                                                                               |                                                                                               |                                                                                               |                                                                                               |                                                                                               |                                                                                               |  |  | | | | | | |  |  |  |  |  |  |  |  |  |  |
|                                                                       |                                                                       |                                                                       |                                                                       |                                                                       |                                                                       |  |  |                                                                                                  |                                                                                                  |                                                                                                  |                                                                                                  |                                                                                                  |                                                                                                  |  |  | Francisco de Zúñiga Sotomayor, IV duque de Béjar, V conde de Bañares (1523-1591)                                                        | | | | | |  |  | | | | | | |  |  |                                                                                               |                                                                                               |                                                                                               |                                                                                               |                                                                                               |                                                                                               |  |  | | | | | | |  |  |  |  |  |  |  |  |  |  |
|                                                                       |                                                                       |                                                                       |                                                                       |                                                                       |                                                                       |  |  |                                                                                                  |                                                                                                  |                                                                                                  |                                                                                                  |                                                                                                  |                                                                                                  |  |  | | | | | | |  |  | | | | | | |  |  |                                                                                               |                                                                                               |                                                                                               |                                                                                               |                                                                                               |                                                                                               |  |  | | | | | | |  |  |  |  |  |  |  |  |  |  |
|                                                                       |                                                                       |                                                                       |                                                                       |                                                                       |                                                                       |  |  |                                                                                                  |                                                                                                  |                                                                                                  |                                                                                                  |                                                                                                  |                                                                                                  |  |  | Francisco Diego de Zúñiga Sotomayor, V duque de Béjar, VI conde de Bañares (1550-1601)                                                  | | | | | |  |  | | | | | | |  |  |                                                                                               |                                                                                               |                                                                                               |                                                                                               |                                                                                               |                                                                                               |  |  | | | | | | |  |  |  |  |  |  |  |  |  |  |
|                                                                       |                                                                       |                                                                       |                                                                       |                                                                       |                                                                       |  |  |                                                                                                  |                                                                                                  |                                                                                                  |                                                                                                  |                                                                                                  |                                                                                                  |  |  | | | | | | |  |  | | | | | | |  |  |                                                                                               |                                                                                               |                                                                                               |                                                                                               |                                                                                               |                                                                                               |  |  | | | | | | |  |  |  |  |  |  |  |  |  |  |
|                                                                       |                                                                       |                                                                       |                                                                       |                                                                       |                                                                       |  |  |                                                                                                  |                                                                                                  |                                                                                                  |                                                                                                  |                                                                                                  |                                                                                                  |  |  | Alonso Diego de Zúñiga Sotomayor, VI duque de Béjar, VII conde de Bañares (1578-1619)                                                   | | | | | |  |  | | | | | | |  |  |                                                                                               |                                                                                               |                                                                                               |                                                                                               |                                                                                               |                                                                                               |  |  | | | | | | |  |  |  |  |  |  |  |  |  |  |
|                                                                       |                                                                       |                                                                       |                                                                       |                                                                       |                                                                       |  |  |                                                                                                  |                                                                                                  |                                                                                                  |                                                                                                  |                                                                                                  |                                                                                                  |  |  | | | | | | |  |  | | | | | | |  |  |                                                                                               |                                                                                               |                                                                                               |                                                                                               |                                                                                               |                                                                                               |  |  | | | | | | |  |  |  |  |  |  |  |  |  |  |
|                                                                       |                                                                       |                                                                       |                                                                       |                                                                       |                                                                       |  |  |                                                                                                  |                                                                                                  |                                                                                                  |                                                                                                  |                                                                                                  |                                                                                                  |  |  | Francisco Diego de Zúñiga Sotomayor, VII duque de Béjar, VIII conde de Bañares (1596-1636)                                              | | | | | |  |  | | | | | | |  |  |                                                                                               |                                                                                               |                                                                                               |                                                                                               |                                                                                               |                                                                                               |  |  | | | | | | |  |  |  |  |  |  |  |  |  |  |
|                                                                       |                                                                       |                                                                       |                                                                       |                                                                       |                                                                       |  |  |                                                                                                  |                                                                                                  |                                                                                                  |                                                                                                  |                                                                                                  |                                                                                                  |  |  | | | | | | |  |  | | | | | | |  |  |                                                                                               |                                                                                               |                                                                                               |                                                                                               |                                                                                               |                                                                                               |  |  | | | | | | |  |  |  |  |  |  |  |  |  |  |
|                                                                       |                                                                       |                                                                       |                                                                       |                                                                       |                                                                       |  |  |                                                                                                  |                                                                                                  |                                                                                                  |                                                                                                  |                                                                                                  |                                                                                                  |  |  | | | | | | |  |  | | | | | | |  |  |                                                                                               |                                                                                               |                                                                                               |                                                                                               |                                                                                               |                                                                                               |  |  | | | | | | |  |  |  |  |  |  |  |  |  |  |
|                                                                       |                                                                       |                                                                       |                                                                       |                                                                       |                                                                       |  |  | Alfonso Diego de Zúñiga Sotomayor, VIII duque de Béjar, IX conde de Bañares (1621-1660)          | Alfonso Diego de Zúñiga Sotomayor, VIII duque de Béjar, IX conde de Bañares (1621-1660)          | Alfonso Diego de Zúñiga Sotomayor, VIII duque de Béjar, IX conde de Bañares (1621-1660)          | Alfonso Diego de Zúñiga Sotomayor, VIII duque de Béjar, IX conde de Bañares (1621-1660)          | Alfonso Diego de Zúñiga Sotomayor, VIII duque de Béjar, IX conde de Bañares (1621-1660)          | Alfonso Diego de Zúñiga Sotomayor, VIII duque de Béjar, IX conde de Bañares (1621-1660)          |  |  | Juan Manuel de Zúñiga Sotomayor, IX duque de Béjar, X conde de Bañares (1622-1660)                                                      | Juan Manuel de Zúñiga Sotomayor, IX duque de Béjar, X conde de Bañares (1622-1660)                                   | Juan Manuel de Zúñiga Sotomayor, IX duque de Béjar, X conde de Bañares (1622-1660)                                   | Juan Manuel de Zúñiga Sotomayor, IX duque de Béjar, X conde de Bañares (1622-1660)                                   | Juan Manuel de Zúñiga Sotomayor, IX duque de Béjar, X conde de Bañares (1622-1660)                                   | Juan Manuel de Zúñiga Sotomayor, IX duque de Béjar, X conde de Bañares (1622-1660)                                   |  |  | | | | | | |  |  |                                                                                               |                                                                                               |                                                                                               |                                                                                               |                                                                                               |                                                                                               |  |  | | | | | | |  |  |  |  |  |  |  |  |  |  |
|                                                                       |                                                                       |                                                                       |                                                                       |                                                                       |                                                                       |  |  | Alfonso Diego de Zúñiga Sotomayor, VIII duque de Béjar, IX conde de Bañares (1621-1660)          | Alfonso Diego de Zúñiga Sotomayor, VIII duque de Béjar, IX conde de Bañares (1621-1660)          | Alfonso Diego de Zúñiga Sotomayor, VIII duque de Béjar, IX conde de Bañares (1621-1660)          | Alfonso Diego de Zúñiga Sotomayor, VIII duque de Béjar, IX conde de Bañares (1621-1660)          | Alfonso Diego de Zúñiga Sotomayor, VIII duque de Béjar, IX conde de Bañares (1621-1660)          | Alfonso Diego de Zúñiga Sotomayor, VIII duque de Béjar, IX conde de Bañares (1621-1660)          |  |  | Juan Manuel de Zúñiga Sotomayor, IX duque de Béjar, X conde de Bañares (1622-1660)                                                      | Juan Manuel de Zúñiga Sotomayor, IX duque de Béjar, X conde de Bañares (1622-1660)                                   | Juan Manuel de Zúñiga Sotomayor, IX duque de Béjar, X conde de Bañares (1622-1660)                                   | Juan Manuel de Zúñiga Sotomayor, IX duque de Béjar, X conde de Bañares (1622-1660)                                   | Juan Manuel de Zúñiga Sotomayor, IX duque de Béjar, X conde de Bañares (1622-1660)                                   | Juan Manuel de Zúñiga Sotomayor, IX duque de Béjar, X conde de Bañares (1622-1660)                                   |  |  | | | | | | |  |  |                                                                                               |                                                                                               |                                                                                               |                                                                                               |                                                                                               |                                                                                               |  |  | | | | | | |  |  |  |  |  |  |  |  |  |  |
|                                                                       |                                                                       |                                                                       |                                                                       |                                                                       |                                                                       |  |  |                                                                                                  |                                                                                                  |                                                                                                  |                                                                                                  |                                                                                                  |                                                                                                  |  |  | | | | | | |  |  | | | | | | |  |  |                                                                                               |                                                                                               |                                                                                               |                                                                                               |                                                                                               |                                                                                               |  |  | | | | | | |  |  |  |  |  |  |  |  |  |  |
|                                                                       |                                                                       |                                                                       |                                                                       |                                                                       |                                                                       |  |  |                                                                                                  |                                                                                                  |                                                                                                  |                                                                                                  |                                                                                                  |                                                                                                  |  |  | Manuela de Zúñiga Sotomayor, condesa duquesa de Benavente                                                                               | Manuela de Zúñiga Sotomayor, condesa duquesa de Benavente                                                            | Manuela de Zúñiga Sotomayor, condesa duquesa de Benavente                                                            | Manuela de Zúñiga Sotomayor, condesa duquesa de Benavente                                                            | Manuela de Zúñiga Sotomayor, condesa duquesa de Benavente                                                            | Manuela de Zúñiga Sotomayor, condesa duquesa de Benavente                                                            |  |  | Manuel Diego de Zúñiga Sotomayor, X duque de Béjar, XI conde de Bañares (1657-1686)                     | Manuel Diego de Zúñiga Sotomayor, X duque de Béjar, XI conde de Bañares (1657-1686)                     | Manuel Diego de Zúñiga Sotomayor, X duque de Béjar, XI conde de Bañares (1657-1686)                     | Manuel Diego de Zúñiga Sotomayor, X duque de Béjar, XI conde de Bañares (1657-1686)                     | Manuel Diego de Zúñiga Sotomayor, X duque de Béjar, XI conde de Bañares (1657-1686)                     | Manuel Diego de Zúñiga Sotomayor, X duque de Béjar, XI conde de Bañares (1657-1686)                     |  |  |                                                                                               |                                                                                               |                                                                                               |                                                                                               |                                                                                               |                                                                                               |  |  | | | | | | |  |  |  |  |  |  |  |  |  |  |
|                                                                       |                                                                       |                                                                       |                                                                       |                                                                       |                                                                       |  |  |                                                                                                  |                                                                                                  |                                                                                                  |                                                                                                  |                                                                                                  |                                                                                                  |  |  | Manuela de Zúñiga Sotomayor, condesa duquesa de Benavente                                                                               | Manuela de Zúñiga Sotomayor, condesa duquesa de Benavente                                                            | Manuela de Zúñiga Sotomayor, condesa duquesa de Benavente                                                            | Manuela de Zúñiga Sotomayor, condesa duquesa de Benavente                                                            | Manuela de Zúñiga Sotomayor, condesa duquesa de Benavente                                                            | Manuela de Zúñiga Sotomayor, condesa duquesa de Benavente                                                            |  |  | Manuel Diego de Zúñiga Sotomayor, X duque de Béjar, XI conde de Bañares (1657-1686)                     | Manuel Diego de Zúñiga Sotomayor, X duque de Béjar, XI conde de Bañares (1657-1686)                     | Manuel Diego de Zúñiga Sotomayor, X duque de Béjar, XI conde de Bañares (1657-1686)                     | Manuel Diego de Zúñiga Sotomayor, X duque de Béjar, XI conde de Bañares (1657-1686)                     | Manuel Diego de Zúñiga Sotomayor, X duque de Béjar, XI conde de Bañares (1657-1686)                     | Manuel Diego de Zúñiga Sotomayor, X duque de Béjar, XI conde de Bañares (1657-1686)                     |  |  |                                                                                               |                                                                                               |                                                                                               |                                                                                               |                                                                                               |                                                                                               |  |  | | | | | | |  |  |  |  |  |  |  |  |  |  |
|                                                                       |                                                                       |                                                                       |                                                                       |                                                                       |                                                                       |  |  |                                                                                                  |                                                                                                  |                                                                                                  |                                                                                                  |                                                                                                  |                                                                                                  |  |  | Antonio Francisco Pimentel, XIII conde X duque de Benavente († 1743)                                                                    | Antonio Francisco Pimentel, XIII conde X duque de Benavente († 1743)                                                 | Antonio Francisco Pimentel, XIII conde X duque de Benavente († 1743)                                                 | Antonio Francisco Pimentel, XIII conde X duque de Benavente († 1743)                                                 | Antonio Francisco Pimentel, XIII conde X duque de Benavente († 1743)                                                 | Antonio Francisco Pimentel, XIII conde X duque de Benavente († 1743)                                                 |  |  | Juan Manuel de Zúñiga Sotomayor, XI duque de Béjar, XII conde de Bañares (1680-1647)                    | Juan Manuel de Zúñiga Sotomayor, XI duque de Béjar, XII conde de Bañares (1680-1647)                    | Juan Manuel de Zúñiga Sotomayor, XI duque de Béjar, XII conde de Bañares (1680-1647)                    | Juan Manuel de Zúñiga Sotomayor, XI duque de Béjar, XII conde de Bañares (1680-1647)                    | Juan Manuel de Zúñiga Sotomayor, XI duque de Béjar, XII conde de Bañares (1680-1647)                    | Juan Manuel de Zúñiga Sotomayor, XI duque de Béjar, XII conde de Bañares (1680-1647)                    |  |  |                                                                                               |                                                                                               |                                                                                               |                                                                                               |                                                                                               |                                                                                               |  |  | | | | | | |  |  |  |  |  |  |  |  |  |  |
|                                                                       |                                                                       |                                                                       |                                                                       |                                                                       |                                                                       |  |  |                                                                                                  |                                                                                                  |                                                                                                  |                                                                                                  |                                                                                                  |                                                                                                  |  |  | Antonio Francisco Pimentel, XIII conde X duque de Benavente († 1743)                                                                    | Antonio Francisco Pimentel, XIII conde X duque de Benavente († 1743)                                                 | Antonio Francisco Pimentel, XIII conde X duque de Benavente († 1743)                                                 | Antonio Francisco Pimentel, XIII conde X duque de Benavente († 1743)                                                 | Antonio Francisco Pimentel, XIII conde X duque de Benavente († 1743)                                                 | Antonio Francisco Pimentel, XIII conde X duque de Benavente († 1743)                                                 |  |  | Juan Manuel de Zúñiga Sotomayor, XI duque de Béjar, XII conde de Bañares (1680-1647)                    | Juan Manuel de Zúñiga Sotomayor, XI duque de Béjar, XII conde de Bañares (1680-1647)                    | Juan Manuel de Zúñiga Sotomayor, XI duque de Béjar, XII conde de Bañares (1680-1647)                    | Juan Manuel de Zúñiga Sotomayor, XI duque de Béjar, XII conde de Bañares (1680-1647)                    | Juan Manuel de Zúñiga Sotomayor, XI duque de Béjar, XII conde de Bañares (1680-1647)                    | Juan Manuel de Zúñiga Sotomayor, XI duque de Béjar, XII conde de Bañares (1680-1647)                    |  |  |                                                                                               |                                                                                               |                                                                                               |                                                                                               |                                                                                               |                                                                                               |  |  | | | | | | |  |  |  |  |  |  |  |  |  |  |
|                                                                       |                                                                       |                                                                       |                                                                       |                                                                       |                                                                       |  |  |                                                                                                  |                                                                                                  |                                                                                                  |                                                                                                  |                                                                                                  |                                                                                                  |  |  | Francisco Alfonso Pimentel, XIV conde XI duque de Benavente (1707-1763)                                                                 | Francisco Alfonso Pimentel, XIV conde XI duque de Benavente (1707-1763)                                              | Francisco Alfonso Pimentel, XIV conde XI duque de Benavente (1707-1763)                                              | Francisco Alfonso Pimentel, XIV conde XI duque de Benavente (1707-1763)                                              | Francisco Alfonso Pimentel, XIV conde XI duque de Benavente (1707-1763)                                              | Francisco Alfonso Pimentel, XIV conde XI duque de Benavente (1707-1763)                                              |  |  | Joaquín Diego de Zúñiga Sotomayor, XII duque de Béjar, XIII conde de Bañares (1715-1777)                | Joaquín Diego de Zúñiga Sotomayor, XII duque de Béjar, XIII conde de Bañares (1715-1777)                | Joaquín Diego de Zúñiga Sotomayor, XII duque de Béjar, XIII conde de Bañares (1715-1777)                | Joaquín Diego de Zúñiga Sotomayor, XII duque de Béjar, XIII conde de Bañares (1715-1777)                | Joaquín Diego de Zúñiga Sotomayor, XII duque de Béjar, XIII conde de Bañares (1715-1777)                | Joaquín Diego de Zúñiga Sotomayor, XII duque de Béjar, XIII conde de Bañares (1715-1777)                |  |  |                                                                                               |                                                                                               |                                                                                               |                                                                                               |                                                                                               |                                                                                               |  |  | | | | | | |  |  |  |  |  |  |  |  |  |  |
|                                                                       |                                                                       |                                                                       |                                                                       |                                                                       |                                                                       |  |  |                                                                                                  |                                                                                                  |                                                                                                  |                                                                                                  |                                                                                                  |                                                                                                  |  |  | Francisco Alfonso Pimentel, XIV conde XI duque de Benavente (1707-1763)                                                                 | Francisco Alfonso Pimentel, XIV conde XI duque de Benavente (1707-1763)                                              | Francisco Alfonso Pimentel, XIV conde XI duque de Benavente (1707-1763)                                              | Francisco Alfonso Pimentel, XIV conde XI duque de Benavente (1707-1763)                                              | Francisco Alfonso Pimentel, XIV conde XI duque de Benavente (1707-1763)                                              | Francisco Alfonso Pimentel, XIV conde XI duque de Benavente (1707-1763)                                              |  |  | Joaquín Diego de Zúñiga Sotomayor, XII duque de Béjar, XIII conde de Bañares (1715-1777)                | Joaquín Diego de Zúñiga Sotomayor, XII duque de Béjar, XIII conde de Bañares (1715-1777)                | Joaquín Diego de Zúñiga Sotomayor, XII duque de Béjar, XIII conde de Bañares (1715-1777)                | Joaquín Diego de Zúñiga Sotomayor, XII duque de Béjar, XIII conde de Bañares (1715-1777)                | Joaquín Diego de Zúñiga Sotomayor, XII duque de Béjar, XIII conde de Bañares (1715-1777)                | Joaquín Diego de Zúñiga Sotomayor, XII duque de Béjar, XIII conde de Bañares (1715-1777)                |  |  |                                                                                               |                                                                                               |                                                                                               |                                                                                               |                                                                                               |                                                                                               |  |  | | | | | | |  |  |  |  |  |  |  |  |  |  |
|                                                                       |                                                                       |                                                                       |                                                                       |                                                                       |                                                                       |  |  |                                                                                                  |                                                                                                  |                                                                                                  |                                                                                                  |                                                                                                  |                                                                                                  |  |  | María Josefa Pimentel, duquesa de Osuna, XV condesa XII duquesa de Benavente, XIII duquesa de Béjar, XIV condesa de Bañares (1752-1834) | | | | | |  |  | | | | | | |  |  |                                                                                               |                                                                                               |                                                                                               |                                                                                               |                                                                                               |                                                                                               |  |  | | | | | | |  |  |  |  |  |  |  |  |  |  |
|                                                                       |                                                                       |                                                                       |                                                                       |                                                                       |                                                                       |  |  |                                                                                                  |                                                                                                  |                                                                                                  |                                                                                                  |                                                                                                  |                                                                                                  |  |  | | | | | | |  |  | | | | | | |  |  |                                                                                               |                                                                                               |                                                                                               |                                                                                               |                                                                                               |                                                                                               |  |  | | | | | | |  |  |  |  |  |  |  |  |  |  |
|                                                                       |                                                                       |                                                                       |                                                                       |                                                                       |                                                                       |  |  |                                                                                                  |                                                                                                  |                                                                                                  |                                                                                                  |                                                                                                  |                                                                                                  |  |  | | | | | | |  |  | | | | | | |  |  |                                                                                               |                                                                                               |                                                                                               |                                                                                               |                                                                                               |                                                                                               |  |  | | | | | | |  |  |  |  |  |  |  |  |  |  |
|                                                                       |                                                                       |                                                                       |                                                                       |                                                                       |                                                                       |  |  | María Joaquina Téllez-Girón, marquesa de Santa Cruz (1784-1851)                                  | María Joaquina Téllez-Girón, marquesa de Santa Cruz (1784-1851)                                  | María Joaquina Téllez-Girón, marquesa de Santa Cruz (1784-1851)                                  | María Joaquina Téllez-Girón, marquesa de Santa Cruz (1784-1851)                                  | María Joaquina Téllez-Girón, marquesa de Santa Cruz (1784-1851)                                  | María Joaquina Téllez-Girón, marquesa de Santa Cruz (1784-1851)                                  |  |  | | | | | | |  |  | Francisco de Borja Téllez-Girón, X duque de Osuna (1785-1820)                                           | Francisco de Borja Téllez-Girón, X duque de Osuna (1785-1820)                                           | Francisco de Borja Téllez-Girón, X duque de Osuna (1785-1820)                                           | Francisco de Borja Téllez-Girón, X duque de Osuna (1785-1820)                                           | Francisco de Borja Téllez-Girón, X duque de Osuna (1785-1820)                                           | Francisco de Borja Téllez-Girón, X duque de Osuna (1785-1820)                                           |  |  |                                                                                               |                                                                                               |                                                                                               |                                                                                               |                                                                                               |                                                                                               |  |  | Pedro de Alcántara Téllez-Girón, II príncipe de Anglona (1786-1851) Con sucesión en duques de Osuna y de Béjar. | Pedro de Alcántara Téllez-Girón, II príncipe de Anglona (1786-1851) Con sucesión en duques de Osuna y de Béjar. | Pedro de Alcántara Téllez-Girón, II príncipe de Anglona (1786-1851) Con sucesión en duques de Osuna y de Béjar. | Pedro de Alcántara Téllez-Girón, II príncipe de Anglona (1786-1851) Con sucesión en duques de Osuna y de Béjar. | Pedro de Alcántara Téllez-Girón, II príncipe de Anglona (1786-1851) Con sucesión en duques de Osuna y de Béjar. | Pedro de Alcántara Téllez-Girón, II príncipe de Anglona (1786-1851) Con sucesión en duques de Osuna y de Béjar. |  |  |  |  |  |  |  |  |  |  |
|                                                                       |                                                                       |                                                                       |                                                                       |                                                                       |                                                                       |  |  | María Joaquina Téllez-Girón, marquesa de Santa Cruz (1784-1851)                                  | María Joaquina Téllez-Girón, marquesa de Santa Cruz (1784-1851)                                  | María Joaquina Téllez-Girón, marquesa de Santa Cruz (1784-1851)                                  | María Joaquina Téllez-Girón, marquesa de Santa Cruz (1784-1851)                                  | María Joaquina Téllez-Girón, marquesa de Santa Cruz (1784-1851)                                  | María Joaquina Téllez-Girón, marquesa de Santa Cruz (1784-1851)                                  |  |  | | | | | | |  |  | Francisco de Borja Téllez-Girón, X duque de Osuna (1785-1820)                                           | Francisco de Borja Téllez-Girón, X duque de Osuna (1785-1820)                                           | Francisco de Borja Téllez-Girón, X duque de Osuna (1785-1820)                                           | Francisco de Borja Téllez-Girón, X duque de Osuna (1785-1820)                                           | Francisco de Borja Téllez-Girón, X duque de Osuna (1785-1820)                                           | Francisco de Borja Téllez-Girón, X duque de Osuna (1785-1820)                                           |  |  |                                                                                               |                                                                                               |                                                                                               |                                                                                               |                                                                                               |                                                                                               |  |  | Pedro de Alcántara Téllez-Girón, II príncipe de Anglona (1786-1851) Con sucesión en duques de Osuna y de Béjar. | Pedro de Alcántara Téllez-Girón, II príncipe de Anglona (1786-1851) Con sucesión en duques de Osuna y de Béjar. | Pedro de Alcántara Téllez-Girón, II príncipe de Anglona (1786-1851) Con sucesión en duques de Osuna y de Béjar. | Pedro de Alcántara Téllez-Girón, II príncipe de Anglona (1786-1851) Con sucesión en duques de Osuna y de Béjar. | Pedro de Alcántara Téllez-Girón, II príncipe de Anglona (1786-1851) Con sucesión en duques de Osuna y de Béjar. | Pedro de Alcántara Téllez-Girón, II príncipe de Anglona (1786-1851) Con sucesión en duques de Osuna y de Béjar. |  |  |  |  |  |  |  |  |  |  |
|                                                                       |                                                                       |                                                                       |                                                                       |                                                                       |                                                                       |  |  |                                                                                                  |                                                                                                  |                                                                                                  |                                                                                                  |                                                                                                  |                                                                                                  |  |  | | | | | | |  |  | | | | | | |  |  |                                                                                               |                                                                                               |                                                                                               |                                                                                               |                                                                                               |                                                                                               |  |  | | | | | | |  |  |  |  |  |  |  |  |  |  |
|                                                                       |                                                                       |                                                                       |                                                                       |                                                                       |                                                                       |  |  | Fernanda de Silva, marquesa de Valmediano (1808-1879)                                            | Fernanda de Silva, marquesa de Valmediano (1808-1879)                                            | Fernanda de Silva, marquesa de Valmediano (1808-1879)                                            | Fernanda de Silva, marquesa de Valmediano (1808-1879)                                            | Fernanda de Silva, marquesa de Valmediano (1808-1879)                                            | Fernanda de Silva, marquesa de Valmediano (1808-1879)                                            |  |  | Francisco de Borja de Silva-Bazán, XI marqués de Santa Cruz (1815-1889) Con sucesión en los marqueses de Santa Cruz.                    | Francisco de Borja de Silva-Bazán, XI marqués de Santa Cruz (1815-1889) Con sucesión en los marqueses de Santa Cruz. | Francisco de Borja de Silva-Bazán, XI marqués de Santa Cruz (1815-1889) Con sucesión en los marqueses de Santa Cruz. | Francisco de Borja de Silva-Bazán, XI marqués de Santa Cruz (1815-1889) Con sucesión en los marqueses de Santa Cruz. | Francisco de Borja de Silva-Bazán, XI marqués de Santa Cruz (1815-1889) Con sucesión en los marqueses de Santa Cruz. | Francisco de Borja de Silva-Bazán, XI marqués de Santa Cruz (1815-1889) Con sucesión en los marqueses de Santa Cruz. |  |  | Pedro de Alcántara Téllez-Girón, XI duque de Osuna, XIV duque de Béjar, XV conde de Bañares (1810-1844) | Pedro de Alcántara Téllez-Girón, XI duque de Osuna, XIV duque de Béjar, XV conde de Bañares (1810-1844) | Pedro de Alcántara Téllez-Girón, XI duque de Osuna, XIV duque de Béjar, XV conde de Bañares (1810-1844) | Pedro de Alcántara Téllez-Girón, XI duque de Osuna, XIV duque de Béjar, XV conde de Bañares (1810-1844) | Pedro de Alcántara Téllez-Girón, XI duque de Osuna, XIV duque de Béjar, XV conde de Bañares (1810-1844) | Pedro de Alcántara Téllez-Girón, XI duque de Osuna, XIV duque de Béjar, XV conde de Bañares (1810-1844) |  |  | Mariano Téllez-Girón, XII duque de Osuna, XV duque de Béjar, XVI conde de Bañares (1814-1882) | Mariano Téllez-Girón, XII duque de Osuna, XV duque de Béjar, XVI conde de Bañares (1814-1882) | Mariano Téllez-Girón, XII duque de Osuna, XV duque de Béjar, XVI conde de Bañares (1814-1882) | Mariano Téllez-Girón, XII duque de Osuna, XV duque de Béjar, XVI conde de Bañares (1814-1882) | Mariano Téllez-Girón, XII duque de Osuna, XV duque de Béjar, XVI conde de Bañares (1814-1882) | Mariano Téllez-Girón, XII duque de Osuna, XV duque de Béjar, XVI conde de Bañares (1814-1882) |  |  | | | | | | |  |  |  |  |  |  |  |  |  |  |
|                                                                       |                                                                       |                                                                       |                                                                       |                                                                       |                                                                       |  |  | Fernanda de Silva, marquesa de Valmediano (1808-1879)                                            | Fernanda de Silva, marquesa de Valmediano (1808-1879)                                            | Fernanda de Silva, marquesa de Valmediano (1808-1879)                                            | Fernanda de Silva, marquesa de Valmediano (1808-1879)                                            | Fernanda de Silva, marquesa de Valmediano (1808-1879)                                            | Fernanda de Silva, marquesa de Valmediano (1808-1879)                                            |  |  | Francisco de Borja de Silva-Bazán, XI marqués de Santa Cruz (1815-1889) Con sucesión en los marqueses de Santa Cruz.                    | Francisco de Borja de Silva-Bazán, XI marqués de Santa Cruz (1815-1889) Con sucesión en los marqueses de Santa Cruz. | Francisco de Borja de Silva-Bazán, XI marqués de Santa Cruz (1815-1889) Con sucesión en los marqueses de Santa Cruz. | Francisco de Borja de Silva-Bazán, XI marqués de Santa Cruz (1815-1889) Con sucesión en los marqueses de Santa Cruz. | Francisco de Borja de Silva-Bazán, XI marqués de Santa Cruz (1815-1889) Con sucesión en los marqueses de Santa Cruz. | Francisco de Borja de Silva-Bazán, XI marqués de Santa Cruz (1815-1889) Con sucesión en los marqueses de Santa Cruz. |  |  | Pedro de Alcántara Téllez-Girón, XI duque de Osuna, XIV duque de Béjar, XV conde de Bañares (1810-1844) | Pedro de Alcántara Téllez-Girón, XI duque de Osuna, XIV duque de Béjar, XV conde de Bañares (1810-1844) | Pedro de Alcántara Téllez-Girón, XI duque de Osuna, XIV duque de Béjar, XV conde de Bañares (1810-1844) | Pedro de Alcántara Téllez-Girón, XI duque de Osuna, XIV duque de Béjar, XV conde de Bañares (1810-1844) | Pedro de Alcántara Téllez-Girón, XI duque de Osuna, XIV duque de Béjar, XV conde de Bañares (1810-1844) | Pedro de Alcántara Téllez-Girón, XI duque de Osuna, XIV duque de Béjar, XV conde de Bañares (1810-1844) |  |  | Mariano Téllez-Girón, XII duque de Osuna, XV duque de Béjar, XVI conde de Bañares (1814-1882) | Mariano Téllez-Girón, XII duque de Osuna, XV duque de Béjar, XVI conde de Bañares (1814-1882) | Mariano Téllez-Girón, XII duque de Osuna, XV duque de Béjar, XVI conde de Bañares (1814-1882) | Mariano Téllez-Girón, XII duque de Osuna, XV duque de Béjar, XVI conde de Bañares (1814-1882) | Mariano Téllez-Girón, XII duque de Osuna, XV duque de Béjar, XVI conde de Bañares (1814-1882) | Mariano Téllez-Girón, XII duque de Osuna, XV duque de Béjar, XVI conde de Bañares (1814-1882) |  |  | | | | | | |  |  |  |  |  |  |  |  |  |  |
|                                                                       |                                                                       |                                                                       |                                                                       |                                                                       |                                                                       |  |  | Andrés Avelino de Arteaga, XVI duque del Infantado (1833-1910)                                   |                                                                                                  |                                                                                                  |                                                                                                  |                                                                                                  |                                                                                                  |  |  | | | | | | |  |  | | | | | | |  |  |                                                                                               |                                                                                               |                                                                                               |                                                                                               |                                                                                               |                                                                                               |  |  | | | | | | |  |  |  |  |  |  |  |  |  |  |
|                                                                       |                                                                       |                                                                       |                                                                       |                                                                       |                                                                       |  |  |                                                                                                  |                                                                                                  |                                                                                                  |                                                                                                  |                                                                                                  |                                                                                                  |  |  | | | | | | |  |  | | | | | | |  |  |                                                                                               |                                                                                               |                                                                                               |                                                                                               |                                                                                               |                                                                                               |  |  | | | | | | |  |  |  |  |  |  |  |  |  |  |
|                                                                       |                                                                       |                                                                       |                                                                       |                                                                       |                                                                       |  |  |                                                                                                  |                                                                                                  |                                                                                                  |                                                                                                  |                                                                                                  |                                                                                                  |  |  | | | | | | |  |  | | | | | | |  |  |                                                                                               |                                                                                               |                                                                                               |                                                                                               |                                                                                               |                                                                                               |  |  | | | | | | |  |  |  |  |  |  |  |  |  |  |
|                                                                       |                                                                       |                                                                       |                                                                       |                                                                       |                                                                       |  |  | María de las Mercedes de Arteaga, XVIII marquesa de Argüeso, XVII condesa de Bañares (1869-1948) | María de las Mercedes de Arteaga, XVIII marquesa de Argüeso, XVII condesa de Bañares (1869-1948) | María de las Mercedes de Arteaga, XVIII marquesa de Argüeso, XVII condesa de Bañares (1869-1948) | María de las Mercedes de Arteaga, XVIII marquesa de Argüeso, XVII condesa de Bañares (1869-1948) | María de las Mercedes de Arteaga, XVIII marquesa de Argüeso, XVII condesa de Bañares (1869-1948) | María de las Mercedes de Arteaga, XVIII marquesa de Argüeso, XVII condesa de Bañares (1869-1948) |  |  | Joaquín de Arteaga, XVII duque del Infantado (1870-1947) Con sucesión en los duques del Infantado.                                      | Joaquín de Arteaga, XVII duque del Infantado (1870-1947) Con sucesión en los duques del Infantado.                   | Joaquín de Arteaga, XVII duque del Infantado (1870-1947) Con sucesión en los duques del Infantado.                   | Joaquín de Arteaga, XVII duque del Infantado (1870-1947) Con sucesión en los duques del Infantado.                   | Joaquín de Arteaga, XVII duque del Infantado (1870-1947) Con sucesión en los duques del Infantado.                   | Joaquín de Arteaga, XVII duque del Infantado (1870-1947) Con sucesión en los duques del Infantado.                   |  |  | | | | | | |  |  |                                                                                               |                                                                                               |                                                                                               |                                                                                               |                                                                                               |                                                                                               |  |  | | | | | | |  |  |  |  |  |  |  |  |  |  |
|                                                                       |                                                                       |                                                                       |                                                                       |                                                                       |                                                                       |  |  | María de las Mercedes de Arteaga, XVIII marquesa de Argüeso, XVII condesa de Bañares (1869-1948) | María de las Mercedes de Arteaga, XVIII marquesa de Argüeso, XVII condesa de Bañares (1869-1948) | María de las Mercedes de Arteaga, XVIII marquesa de Argüeso, XVII condesa de Bañares (1869-1948) | María de las Mercedes de Arteaga, XVIII marquesa de Argüeso, XVII condesa de Bañares (1869-1948) | María de las Mercedes de Arteaga, XVIII marquesa de Argüeso, XVII condesa de Bañares (1869-1948) | María de las Mercedes de Arteaga, XVIII marquesa de Argüeso, XVII condesa de Bañares (1869-1948) |  |  | Joaquín de Arteaga, XVII duque del Infantado (1870-1947) Con sucesión en los duques del Infantado.                                      | Joaquín de Arteaga, XVII duque del Infantado (1870-1947) Con sucesión en los duques del Infantado.                   | Joaquín de Arteaga, XVII duque del Infantado (1870-1947) Con sucesión en los duques del Infantado.                   | Joaquín de Arteaga, XVII duque del Infantado (1870-1947) Con sucesión en los duques del Infantado.                   | Joaquín de Arteaga, XVII duque del Infantado (1870-1947) Con sucesión en los duques del Infantado.                   | Joaquín de Arteaga, XVII duque del Infantado (1870-1947) Con sucesión en los duques del Infantado.                   |  |  | | | | | | |  |  |                                                                                               |                                                                                               |                                                                                               |                                                                                               |                                                                                               |                                                                                               |  |  | | | | | | |  |  |  |  |  |  |  |  |  |  |
|                                                                       |                                                                       |                                                                       |                                                                       |                                                                       |                                                                       |  |  |                                                                                                  |                                                                                                  |                                                                                                  |                                                                                                  |                                                                                                  |                                                                                                  |  |  | | | | | | |  |  | | | | | | |  |  |                                                                                               |                                                                                               |                                                                                               |                                                                                               |                                                                                               |                                                                                               |  |  | | | | | | |  |  |  |  |  |  |  |  |  |  |
|                                                                       |                                                                       |                                                                       |                                                                       |                                                                       |                                                                       |  |  | María Belén Morenés, duquesa de Sueca, XVIII condesa de Bañares (1906-1999) (1869-1948)          | María Belén Morenés, duquesa de Sueca, XVIII condesa de Bañares (1906-1999) (1869-1948)          | María Belén Morenés, duquesa de Sueca, XVIII condesa de Bañares (1906-1999) (1869-1948)          | María Belén Morenés, duquesa de Sueca, XVIII condesa de Bañares (1906-1999) (1869-1948)          | María Belén Morenés, duquesa de Sueca, XVIII condesa de Bañares (1906-1999) (1869-1948)          | María Belén Morenés, duquesa de Sueca, XVIII condesa de Bañares (1906-1999) (1869-1948)          |  |  | Luis Morenés, XIX marqués de Argüeso (n. 1903) Con sucesión en los marqueses de Argüeso.                                                | Luis Morenés, XIX marqués de Argüeso (n. 1903) Con sucesión en los marqueses de Argüeso.                             | Luis Morenés, XIX marqués de Argüeso (n. 1903) Con sucesión en los marqueses de Argüeso.                             | Luis Morenés, XIX marqués de Argüeso (n. 1903) Con sucesión en los marqueses de Argüeso.                             | Luis Morenés, XIX marqués de Argüeso (n. 1903) Con sucesión en los marqueses de Argüeso.                             | Luis Morenés, XIX marqués de Argüeso (n. 1903) Con sucesión en los marqueses de Argüeso.                             |  |  | | | | | | |  |  |                                                                                               |                                                                                               |                                                                                               |                                                                                               |                                                                                               |                                                                                               |  |  | | | | | | |  |  |  |  |  |  |  |  |  |  |
|                                                                       |                                                                       |                                                                       |                                                                       |                                                                       |                                                                       |  |  | María Belén Morenés, duquesa de Sueca, XVIII condesa de Bañares (1906-1999) (1869-1948)          | María Belén Morenés, duquesa de Sueca, XVIII condesa de Bañares (1906-1999) (1869-1948)          | María Belén Morenés, duquesa de Sueca, XVIII condesa de Bañares (1906-1999) (1869-1948)          | María Belén Morenés, duquesa de Sueca, XVIII condesa de Bañares (1906-1999) (1869-1948)          | María Belén Morenés, duquesa de Sueca, XVIII condesa de Bañares (1906-1999) (1869-1948)          | María Belén Morenés, duquesa de Sueca, XVIII condesa de Bañares (1906-1999) (1869-1948)          |  |  | Luis Morenés, XIX marqués de Argüeso (n. 1903) Con sucesión en los marqueses de Argüeso.                                                | Luis Morenés, XIX marqués de Argüeso (n. 1903) Con sucesión en los marqueses de Argüeso.                             | Luis Morenés, XIX marqués de Argüeso (n. 1903) Con sucesión en los marqueses de Argüeso.                             | Luis Morenés, XIX marqués de Argüeso (n. 1903) Con sucesión en los marqueses de Argüeso.                             | Luis Morenés, XIX marqués de Argüeso (n. 1903) Con sucesión en los marqueses de Argüeso.                             | Luis Morenés, XIX marqués de Argüeso (n. 1903) Con sucesión en los marqueses de Argüeso.                             |  |  | | | | | | |  |  |                                                                                               |                                                                                               |                                                                                               |                                                                                               |                                                                                               |                                                                                               |  |  | | | | | | |  |  |  |  |  |  |  |  |  |  |
|                                                                       |                                                                       |                                                                       |                                                                       |                                                                       |                                                                       |  |  |                                                                                                  |                                                                                                  |                                                                                                  |                                                                                                  |                                                                                                  |                                                                                                  |  |  | | | | | | |  |  | | | | | | |  |  |                                                                                               |                                                                                               |                                                                                               |                                                                                               |                                                                                               |                                                                                               |  |  | | | | | | |  |  |  |  |  |  |  |  |  |  |
| Carlos Rúspoli, V duque de Alcudia y Sueca (n. 1932) Sin descendencia | Carlos Rúspoli, V duque de Alcudia y Sueca (n. 1932) Sin descendencia | Carlos Rúspoli, V duque de Alcudia y Sueca (n. 1932) Sin descendencia | Carlos Rúspoli, V duque de Alcudia y Sueca (n. 1932) Sin descendencia | Carlos Rúspoli, V duque de Alcudia y Sueca (n. 1932) Sin descendencia | Carlos Rúspoli, V duque de Alcudia y Sueca (n. 1932) Sin descendencia |  |  | Luis Ruspoli y Morenés, VI marqués de Boadilla del Monte (1933-2011)                             | Luis Ruspoli y Morenés, VI marqués de Boadilla del Monte (1933-2011)                             | Luis Ruspoli y Morenés, VI marqués de Boadilla del Monte (1933-2011)                             | Luis Ruspoli y Morenés, VI marqués de Boadilla del Monte (1933-2011)                             | Luis Ruspoli y Morenés, VI marqués de Boadilla del Monte (1933-2011)                             | Luis Ruspoli y Morenés, VI marqués de Boadilla del Monte (1933-2011)                             |  |  | Enrique Rúspoli y Morenés, XIX conde de Bañares (n. 1935) Sin descendencia                                                              | Enrique Rúspoli y Morenés, XIX conde de Bañares (n. 1935) Sin descendencia                                           | Enrique Rúspoli y Morenés, XIX conde de Bañares (n. 1935) Sin descendencia                                           | Enrique Rúspoli y Morenés, XIX conde de Bañares (n. 1935) Sin descendencia                                           | Enrique Rúspoli y Morenés, XIX conde de Bañares (n. 1935) Sin descendencia                                           | Enrique Rúspoli y Morenés, XIX conde de Bañares (n. 1935) Sin descendencia                                           |  |  | | | | | | |  |  |                                                                                               |                                                                                               |                                                                                               |                                                                                               |                                                                                               |                                                                                               |  |  | | | | | | |  |  |  |  |  |  |  |  |  |  |
| Carlos Rúspoli, V duque de Alcudia y Sueca (n. 1932) Sin descendencia | Carlos Rúspoli, V duque de Alcudia y Sueca (n. 1932) Sin descendencia | Carlos Rúspoli, V duque de Alcudia y Sueca (n. 1932) Sin descendencia | Carlos Rúspoli, V duque de Alcudia y Sueca (n. 1932) Sin descendencia | Carlos Rúspoli, V duque de Alcudia y Sueca (n. 1932) Sin descendencia | Carlos Rúspoli, V duque de Alcudia y Sueca (n. 1932) Sin descendencia |  |  | Luis Ruspoli y Morenés, VI marqués de Boadilla del Monte (1933-2011)                             | Luis Ruspoli y Morenés, VI marqués de Boadilla del Monte (1933-2011)                             | Luis Ruspoli y Morenés, VI marqués de Boadilla del Monte (1933-2011)                             | Luis Ruspoli y Morenés, VI marqués de Boadilla del Monte (1933-2011)                             | Luis Ruspoli y Morenés, VI marqués de Boadilla del Monte (1933-2011)                             | Luis Ruspoli y Morenés, VI marqués de Boadilla del Monte (1933-2011)                             |  |  | Enrique Rúspoli y Morenés, XIX conde de Bañares (n. 1935) Sin descendencia                                                              | Enrique Rúspoli y Morenés, XIX conde de Bañares (n. 1935) Sin descendencia                                           | Enrique Rúspoli y Morenés, XIX conde de Bañares (n. 1935) Sin descendencia                                           | Enrique Rúspoli y Morenés, XIX conde de Bañares (n. 1935) Sin descendencia                                           | Enrique Rúspoli y Morenés, XIX conde de Bañares (n. 1935) Sin descendencia                                           | Enrique Rúspoli y Morenés, XIX conde de Bañares (n. 1935) Sin descendencia                                           |  |  | | | | | | |  |  |                                                                                               |                                                                                               |                                                                                               |                                                                                               |                                                                                               |                                                                                               |  |  | | | | | | |  |  |  |  |  |  |  |  |  |  |
|                                                                       |                                                                       |                                                                       |                                                                       |                                                                       |                                                                       |  |  | Luis Rúspoli y Sanchiz, VI duque de Sueca (n. 1963)                                              |                                                                                                  |                                                                                                  |                                                                                                  |                                                                                                  |                                                                                                  |  |  | | | | | | |  |  | | | | | | |  |  |                                                                                               |                                                                                               |                                                                                               |                                                                                               |                                                                                               |                                                                                               |  |  | | | | | | |  |  |  |  |  |  |  |  |  |  |
|                                                                       |                                                                       |                                                                       |                                                                       |                                                                       |                                                                       |  |  |                                                                                                  |                                                                                                  |                                                                                                  |                                                                                                  |                                                                                                  |                                                                                                  |  |  | | | | | | |  |  | | | | | | |  |  |                                                                                               |                                                                                               |                                                                                               |                                                                                               |                                                                                               |                                                                                               |  |  | | | | | | |  |  |  |  |  |  |  |  |  |  |
|                                                                       |                                                                       |                                                                       |                                                                       |                                                                       |                                                                       |  |  | Carlos Rúspoli y Álvarez de las Asturias Bohorques, VII duque de Alcudia (n. 1993)               |                                                                                                  |                                                                                                  |                                                                                                  |                                                                                                  |                                                                                                  |  |  | | | | | | |  |  | | | | | | |  |  |                                                                                               |                                                                                               |                                                                                               |                                                                                               |                                                                                               |                                                                                               |  |  | | | | | | |  |  |  |  |  |  |  |  |  |  |